# Muntingiaceae
Muntingiaceae är en familj av tvåhjärtbladiga växter. Muntingiaceae ingår i ordningen Malvales, klassen tvåhjärtbladiga blomväxter, fylumet kärlväxter och riket växter. Enligt Catalogue of Life omfattar familjen Muntingiaceae 2 arter. 
Kladogram enligt Catalogue of Life:
| Muntingiaceae | \| \| Dicraspidia \| \| \| \| \| \| Muntingia \| \| \| \| |
|               | \| \| Dicraspidia \| \| \| \| \| \| Muntingia \| \| \| \| |
|               | Bixaceae                                                  |
|               |                                                           |
|               | solvändeväxter                                            |
|               |                                                           |
|               | Cochlospermaceae                                          |
|               |                                                           |
|               | Cytinaceae                                                |
|               |                                                           |
|               | Diegodendraceae                                           |
|               |                                                           |
|               | Dipterocarpaceae                                          |
|               |                                                           |
|               | malvaväxter                                               |
|               |                                                           |
|               | Neuradaceae                                               |
|               |                                                           |
|               | Sarcolaenaceae                                            |
|               |                                                           |
|               | tibastväxter                                              |
|               |                                                           |
|               | Dicraspidia                                               |
|               |                                                           |
|               | Muntingia                                                 |
|               |                                                           |

|  | Dicraspidia |
|  |             |
|  | Muntingia   |
|  |             |

## Bildgalleri

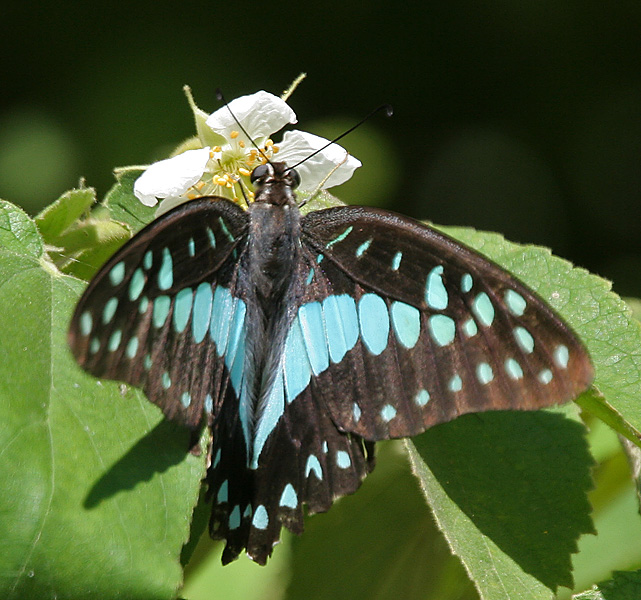
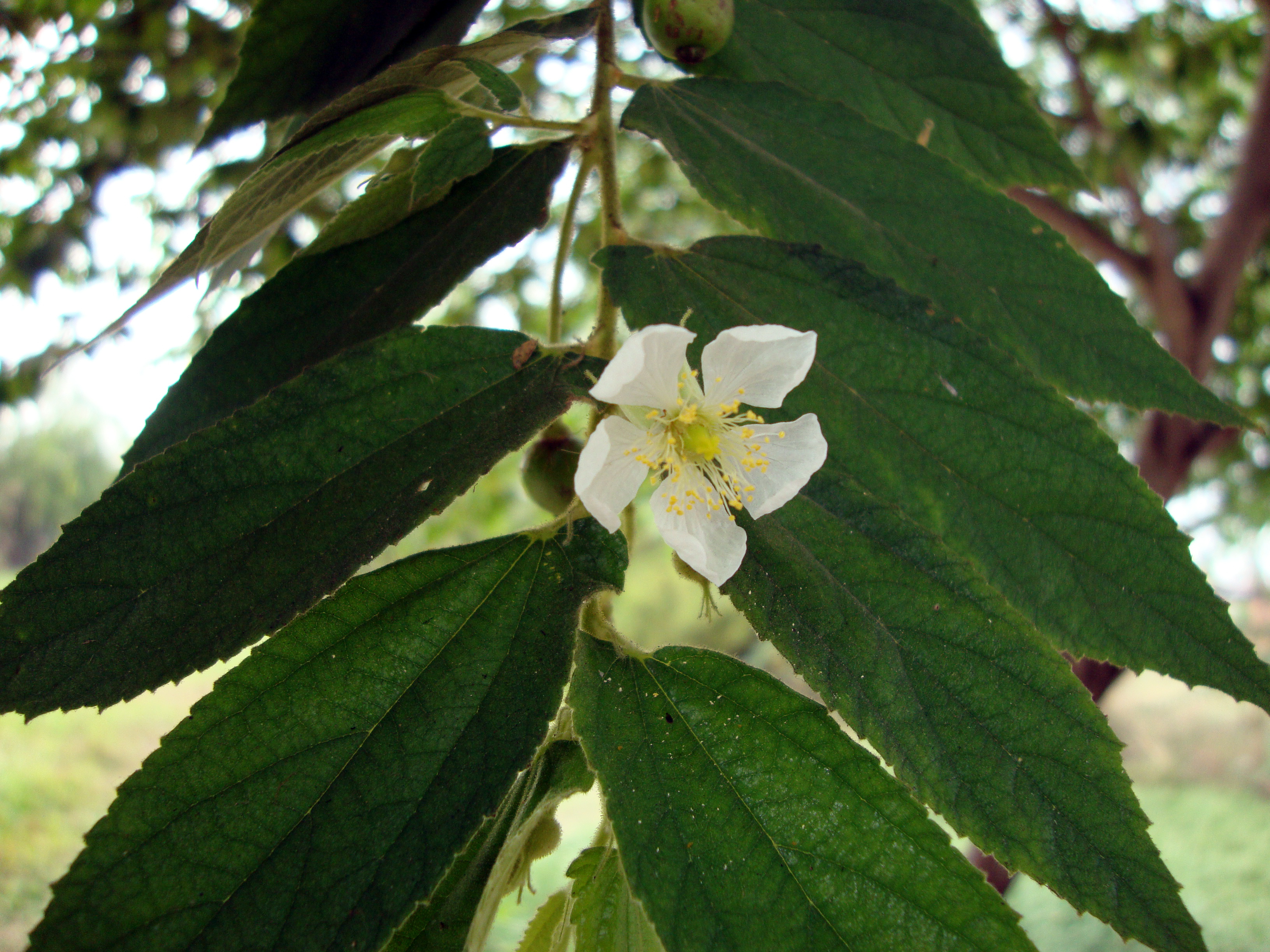
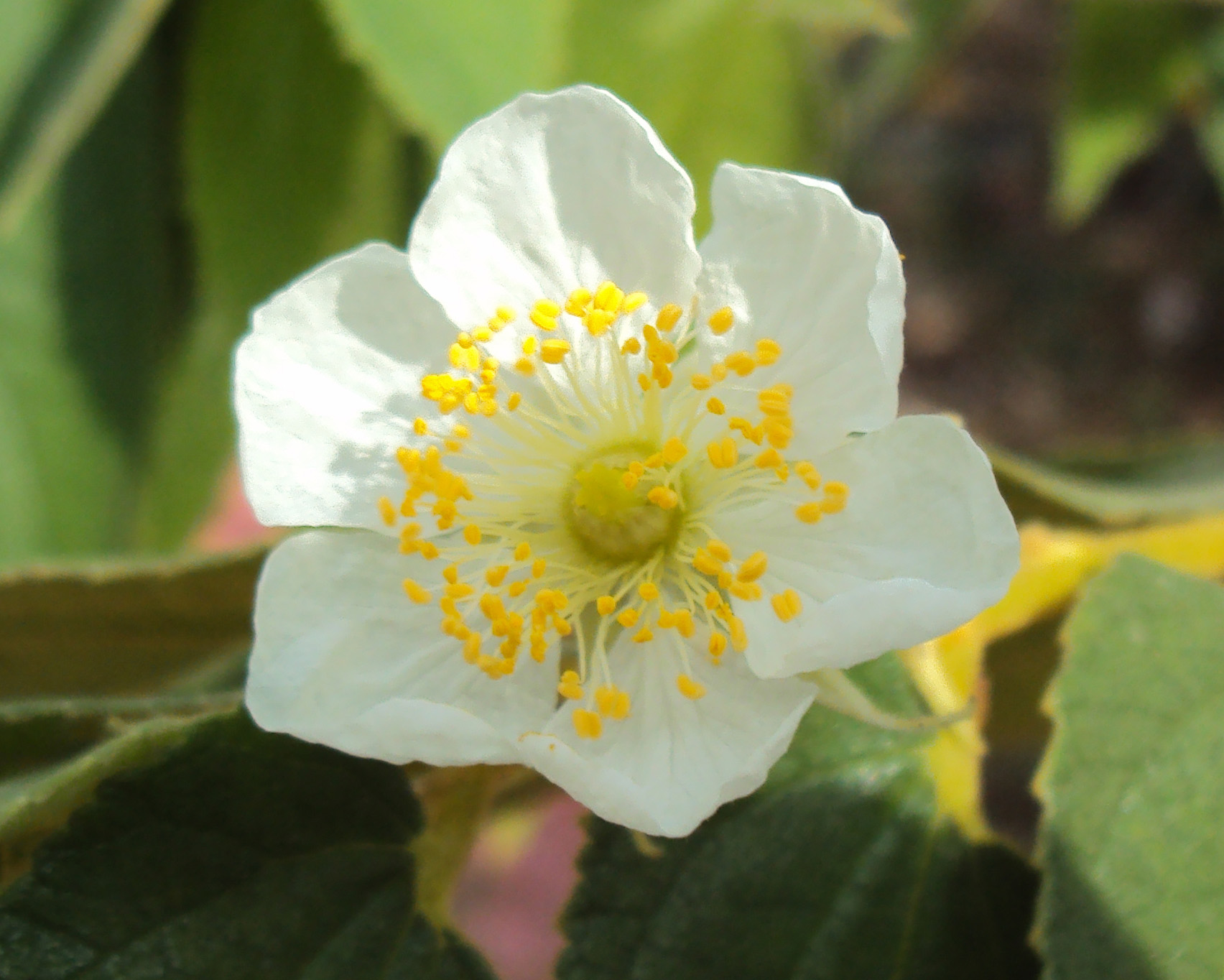
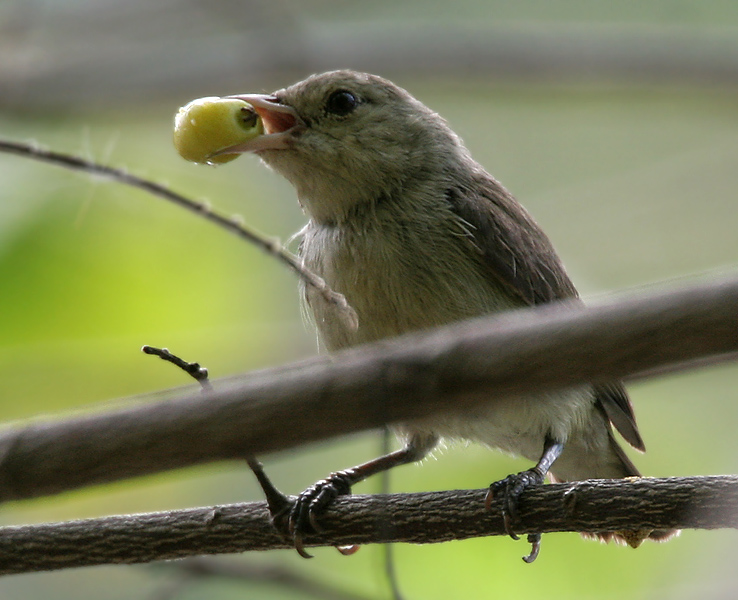
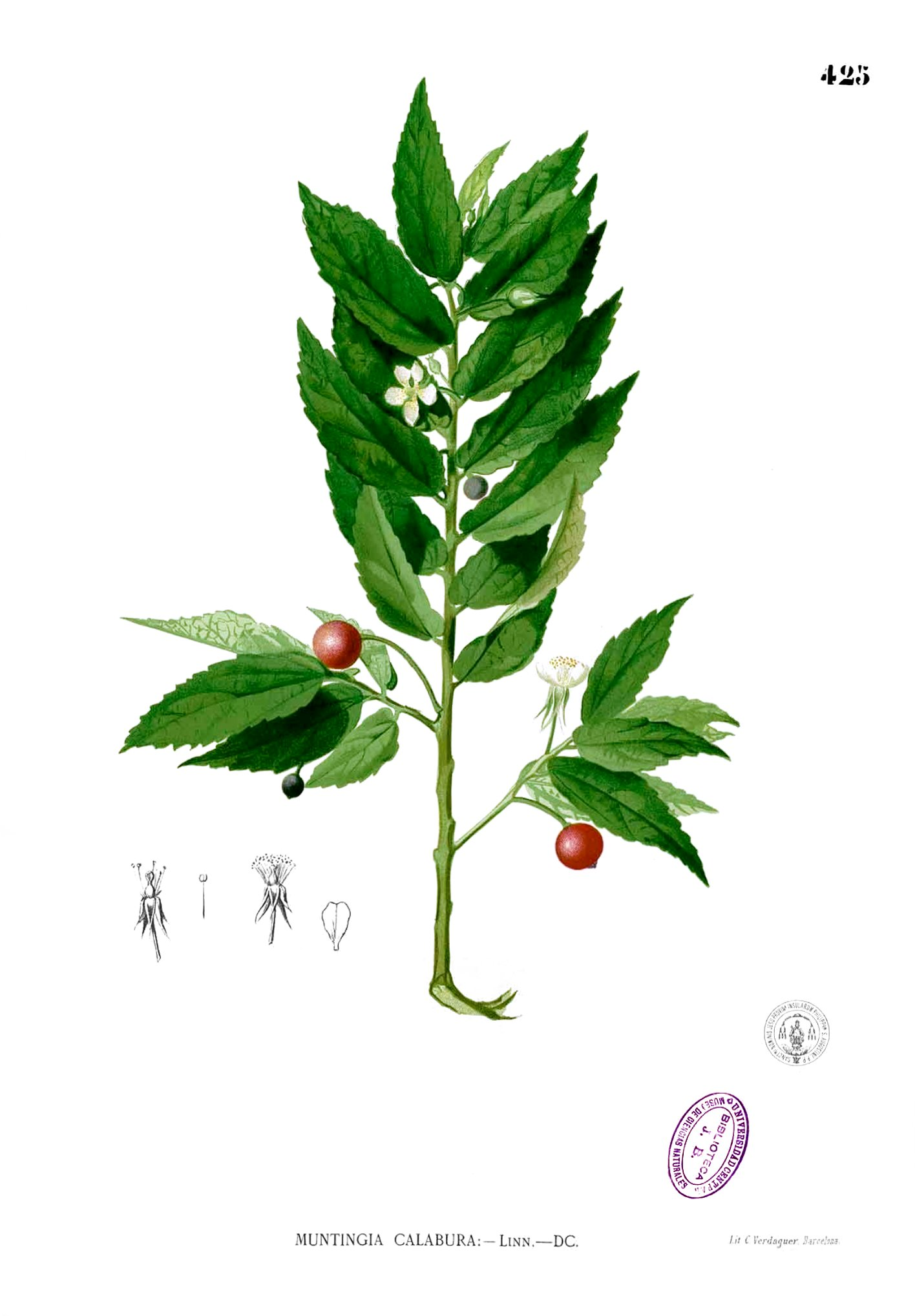
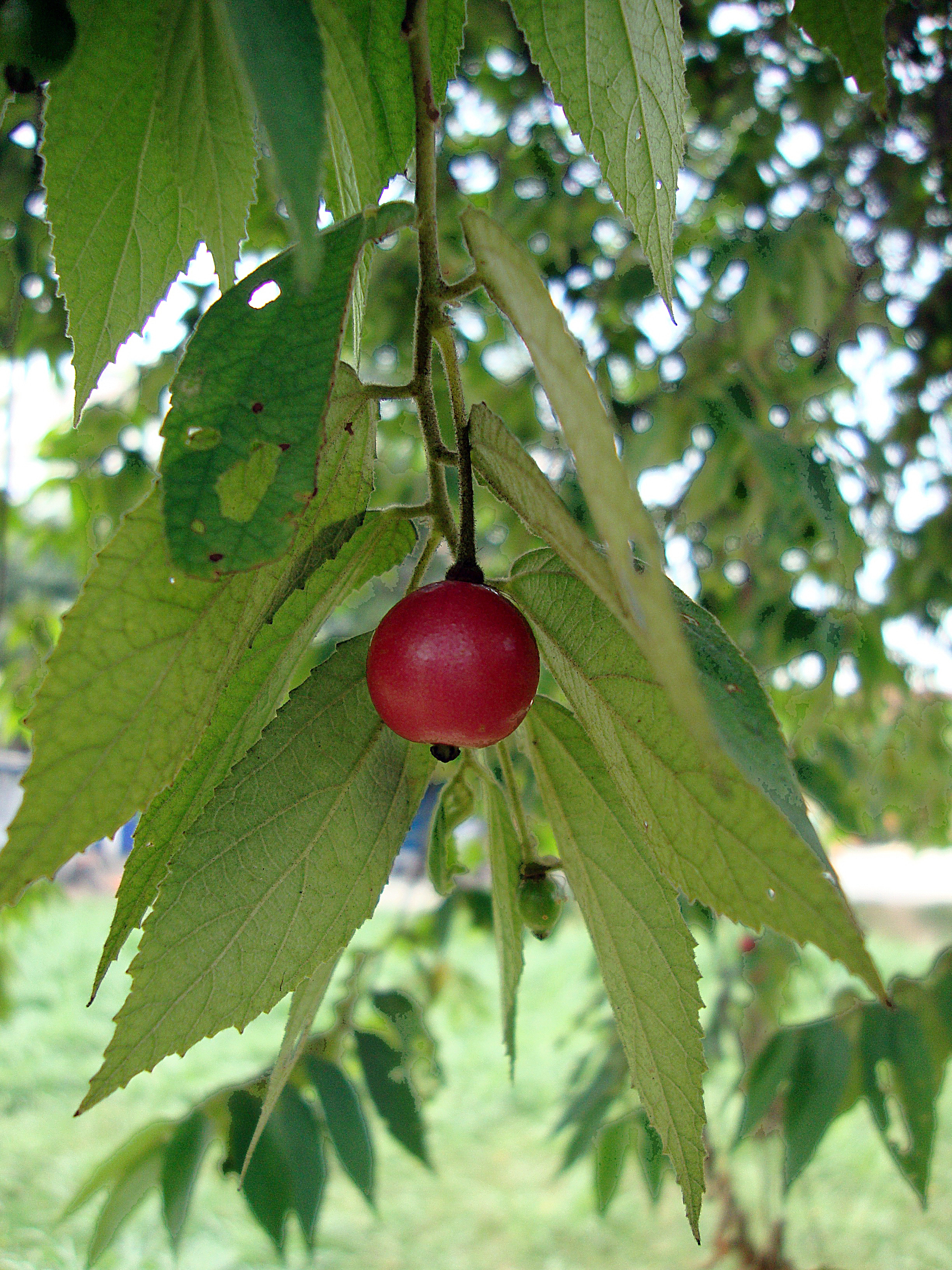